# Unlimited Love
《Unlimited Love》는 2022년 4월 1일, 워너 레코드를 통해 발매된 미국의 록 밴드 레드 핫 칠리 페퍼스의 열두 번째 스튜디오 음반이다. 릭 루빈이 프로듀싱한 이 음반은 2009년 밴드를 떠나 2019년에 다시 합류한 기타리스트 존 프루시안테의 귀환을 기념한 음반이다. 두 번째 정규 스튜디오 음반인 《Return of the Dream Canteen》은 같은 세션 동안 녹음되었고 2022년 10월 14일에 발매되었다.
첫 번째 싱글 〈Black Summer〉는 2022년 2월 4일에 발매되었고, 《빌보드》 얼터너티브 송 차트에서 레드 핫 칠리 페퍼스의 14번째 1위가 되었다. 〈These Are the Ways〉는 2022년 3월 31일에 그 뒤를 이었다. 월드 투어는 2022년 6월에 시작되었다.
《Unlimited Love》는 대체적으로 긍정적인 평가를 받았다. 미국을 포함한 16개국에서 1위로 데뷔했는데, 이 음반은 《Stadium Arcadium》 (2006년) 이후 레드 핫 칠리 페퍼스의 첫 번째 1위 음반이었다.

## 배경
그들의 열한 번째 음반인 《The Getaway》 (2016년)의 투어 이후, 레드 핫 칠리 페퍼스는 기타리스트 조시 클링호퍼와 함께 그들의 다음 음반을 작업하기 시작했다. 그러나, 가수 앤서니 키디스와 베이시스트 플리는 그들의 진행에 만족하지 않았다. 그들은 레드 핫 칠리 페퍼스와 함께 여러 음반을 녹음했지만, 2009년에 탈퇴하고 전자 음악을 만들기 시작한 그들의 전 기타리스트 존 프루시안테를 참여시킬 수 있는지 궁금해 했다.  프루시안테는 "플리는 제 머릿속에 다시 합류하려는 생각을 했고, 저는 제가 그렇게 오랫동안 록 음악을 쓰지 않았다고 생각하며 기타를 들고 앉아있었습니다. 제가 아직도 그렇게 할 수 있을까요?"라고 말했다.
2019년 12월 15일, 레드 핫 칠리 페퍼스는 10년 만에 클링호퍼를 대신하여 프루시안테가 재합류했다고 발표했다. 인터뷰에서 클링호퍼는 "그 밴드에 있는 것은 전적으로 존의 자리입니다. 그가 그들과 함께 다시 돌아와서 행복합니다."라고 말했다. 플리는 클링호퍼와 분리하는 것이 어려웠지만 "예술적으로, 같은 음악 언어를 말할 수 있다는 측면에서 존과 함께 일하는 것이 더 쉬웠습니다. 방으로 돌아가서 연주하기 시작하고 일이 펼쳐지도록 하는 것은 정말 흥미로웠습니다." 프루시안테와 재회한 후, 그의 요청에 따라 그 밴드는 그들의 첫 세 음반의 노래들을 통해 연주했다. 드러머인 채드 스미스는 프루시안테가 "사랑에 빠진 밴드와 다시 연결되기를 원했습니다"라고 말했고, 키디스는 연습이 "기본으로 돌아가" 기대 없이 함께 연주하는 것이라고 말했다.
2020년 2월 8일, 억만장자 로널드 버크의 아들인 고인이 된 영화 제작자 앤드루 버크를 위해 토니 호크 재단이 개최한 추모식에서 프루시안테는 13년 만에 레드 핫 칠리 페퍼스와 함께 공연했다. 공연은 5월에 세 개의 축제로 예정되어 있었지만, 코로나19 범유행으로 인해 취소되었다.

## 상업적 성과
이 음반은 아르헨티나, 오스트레일리아, 오스트리아, 캐나다, 크로아티아, 프랑스, 독일, 헝가리, 아일랜드, 네덜란드, 뉴질랜드, 포르투갈, 스코틀랜드, 스위스, 영국, 미국 등 16개국에서 1위를 차지하며 전 세계적인 상업적 성공을 거두었다.
미국 본국에서 《Unlimited Love》는 빌보드 200에서 밴드의 두 번째 1위였으며, 2006년의 《Stadium Arcadium》 음반 이후 97,500장의 동등한 음반 판매고를 기록한 첫 번째 음반이었다. 이는 셀린 디옹이 17년을 기다린 이후로 1위 음반 간의 가장 긴 간격을 기록했다. Unlimited Love는 2021년 1월, 폴 매카트니의 《McCartney III》 음반 이후 1년이 넘는 기간 동안 동등한 음반 단위와 음반 판매량으로 모든 록 음반에 대해 가장 많은 주간을 보냈다. 《Unlimited Love》의 판매량은 다양한 바이닐 변형과 음반의 특별판에 의해 증가했다. 이 음반은 바이닐에서 38,500장이 팔렸는데, 이는 2022년 바이닐 음반으로는 가장 많은 판매량을 기록했고, 1991년 이후 록 음반으로는 두 번째로 많은 판매량을 기록했다.
영국에서 《Unlimited Love》는 2011년의 《I'm with You》 이후 11년 만에 그 밴드의 첫 번째 차트 정상에 오르며 1위로 데뷔했다. 《Unlimited Love》는 첫 주에 27,426장이 팔렸고, 그 중 20,989장은 실제 형식에서 나왔다. 디지털 방식으로 그 음반은 2,315장이 팔렸고 4,122장의 앨범 등가 단위를 스트리밍했다.

## 곡 목록
모든 곡들은 앤서니 키디스, 플리, 존 프루시안테 그리고 채드 스미스에 의해 작사/작곡하였다.
| #   | 제목                            | 재생 시간 |
| --- | ------------------------------- | --------- |
| 1.  | 〈Black Summer〉                | 3:52      |
| 2.  | 〈Here Ever After〉             | 3:50      |
| 3.  | 〈Aquatic Mouth Dance〉         | 4:20      |
| 4.  | 〈Not the One〉                 | 4:26      |
| 5.  | 〈Poster Child〉                | 5:18      |
| 6.  | 〈The Great Apes〉              | 5:01      |
| 7.  | 〈It's Only Natural〉           | 5:33      |
| 8.  | 〈She's a Lover〉               | 3:41      |
| 9.  | 〈These Are the Ways〉          | 3:56      |
| 10. | 〈Whatchu Thinkin'〉            | 3:40      |
| 11. | 〈Bastards of Light〉           | 3:38      |
| 12. | 〈White Braids & Pillow Chair〉 | 3:40      |
| 13. | 〈One Way Traffic〉             | 4:10      |
| 14. | 〈Veronica〉                    | 4:28      |
| 15. | 〈Let 'Em Cry〉                 | 4:23      |
| 16. | 〈The Heavy Wing〉              | 5:31      |
| 17. | 〈Tangelo〉                     | 3:37      |

## 인증
| 국가                               | 인증 | 판매량/출하량 |
| ---------------------------------- | ---- | ------------- |
| 프랑스 (SNEP)                      | 골드 | 50,000        |
| 영국 (BPI)                         | 실버 | 60,000        |
| 판매량+스트리밍을 기반으로 한 인증 |      |               |